# Āyask
Āyask (persiska: آیسک, Ayāz, Aiāz, Āyesk) är en ort i Iran.   Den ligger i provinsen Khorasan, i den östra delen av landet, 700 km öster om huvudstaden Teheran. Āyask ligger 1 367 meter över havet och antalet invånare är 5 023.
Terrängen runt Āyask är huvudsakligen platt, men åt nordost är den kuperad.Runt Āyask är det mycket glesbefolkat, med 5 invånare per kvadratkilometer. Närmaste större samhälle är Sarāyān, 13,2 km öster om Āyask. Trakten runt Āyask är ofruktbar med lite eller ingen växtlighet.